# Расс, Джоанна
Джоанна Расс (англ. Joanna Russ, 22 февраля 1937 — 29 апреля 2011) — американская писательница-фантастка, педагог, радикальная феминистка и открытая лесбиянка. Лауреат многих литературных наград, как премия «Небьюла» (1972, 1983), премия О. Генри (1977) и премия «Хьюго» (1983).

## Биография
Родилась 22 февраля 1937 года в Бронксе, Нью-Йорк, США. Проявив интерес к науке, вошла в десятку лучших студентов конкурса «Поиски лучшего таланта Вестингауз». В 1957 году получила степень бакалавра английского языка в Корнеллском университете, где училась у Владимира Набокова, а затем степень магистра в Йельском университете.
Дебютировала в 1959 году, опубликовав рассказ «Nor Custom Stale». В целом издала четыре сборника рассказов — «Приключения Аликс» (1976), «Занзибарская кошка» (1983), «Экстра(ординарные) люди» (1985) и «Тайная сторона Луны» (1987). Один из самых известных рассказов писательницы — «Когда всё изменилось» (1972), который повествует о планете Вайлевей, где все мужчины умерли от чумы, а женщины создали утопическое общество.
В течение тридцати лет преподавала английский в высших учебных заведениях США, совмещала карьеру преподавательницы и писательницы; в частности, с 1977 по 1990 год преподавала в Вашингтонском университете в Сиэтле. В 1966—1979 годах также работала обозревателем книг и эссеистики. Умерла 27 апреля 2011 года в хосписе после нескольких инсультов.

### Сборники рассказов
- The Adventures of Alyx (1976) (включает Пикник в раю) — «Приключения Аликс»
- The Zanzibar Cat (1983) — «Занзибарская кошка»
- Extra(ordinary) People (1985) — «Экстра(ординарные) люди»
- The Hidden Side of the Moon (1987) — «Тайный сторона Луны»

### Детская фантастика
- Kittatinny: A Tale of Magic (1978) — «Китаттини: Сказка о магии»

### Пьесы
- «Window Dressing» — «Украшение витрин / Показуха»

### Нехудожественная литература: эссе и сборки
- Speculations on the Subjunctivity of Science Fiction (1973) — «Спекуляции относительно субъективности научной фантастики»
- Somebody’s Trying to Kill Me and I Think it’s My Husband: The Modern Gothic (1973) — «Кто хочет меня убить и я думаю это мой муж: Современная готика»
- How to Suppress women’s Writing (1983) — «Как скрыть писательство женщин»
- Magic Mommas, Trembling Sisters, Puritans and Perverts: Feminist Essays (1985) — «Волшебные мамы, дрожащие сёстры, пуритане и извращенцы»
- To Write Like a Woman (1995) — «Писать как женщина»
- What Are We Fighting For?: Sex, Race, Class, and the Future of Feminism (1997) — «За что мы боремся? Пол, раса, социальный класс и будущее феминизма»
- The Country You Have Never Seen: Essays and Reviews (2007) — «Страна, которую вы никогда не видели: Эссе и обзоры»